# Evangelische Kirche (Niederaula)

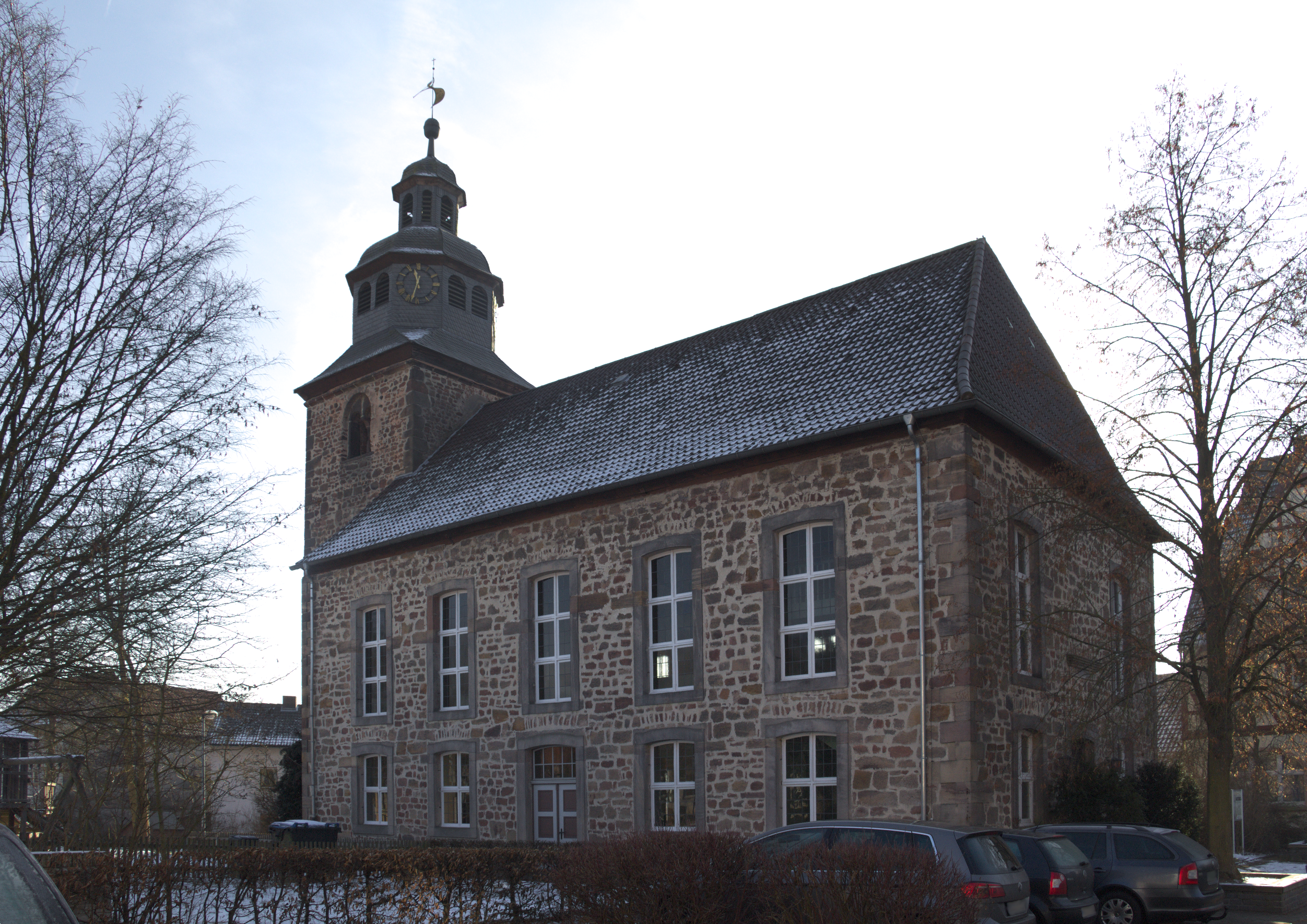
Evangelische Kirche in Niederaula

Die evangelische Kirche Niederaula ist ein denkmalgeschütztes Kirchengebäude in der Marktgemeinde Niederaula im Landkreis Hersfeld-Rotenburg  in Hessen. Die Kirchengemeinde gehört zum Kirchenkreis Hersfeld-Rotenburg im Sprengel Hanau-Hersfeld der Evangelischen Kirche von Kurhessen-Waldeck.

## Beschreibung

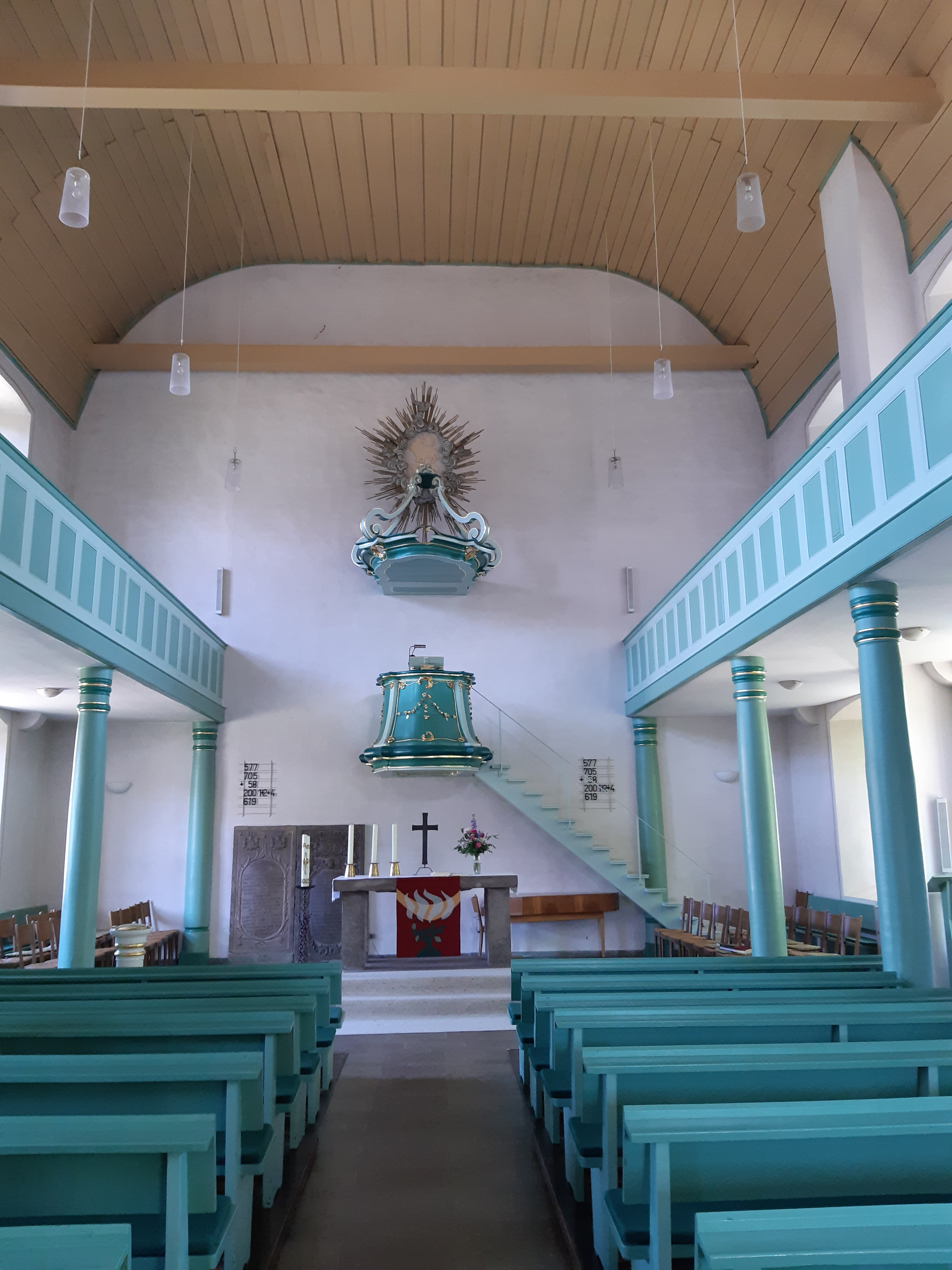
Innenausstattung der Kirche

Die Kirche hatte mindestens zwei Vorgängerbauten. Die heutige Kirche wurde 1775 erbaut. Das Kirchenschiff wurde an den im Kern romanischen, im Osten stehenden Kirchturm angebaut. Seine Schießscharten im zweiten Geschoss zeugen von der ehemaligen Wehrkirche. Ein gotisches Fenster und im Innenraum Ansätze eines Gewölbes sind Überreste eines Vorgängerbaus. Im obersten Stockwerk des Turms befindet sich der Glockenstuhl hinter den als Biforien gestalteten Klangarkaden. In ihm hängen Kirchenglocken, die 1498, 1506 und 1955 gegossen wurden. Bedeckt wurde der Turm einst mit einem hölzernen Helm, der im Zuge einer Renovierung durch eine barocke Haube ersetzt worden ist. Der Innenraum wird von der Kanzel, ihrem Schalldeckel und dem Orgelprospekt in Formen des Rokoko geprägt. Die Orgel wurde 1780 von Johannes Schlottmann gebaut. Nach einem tiefgreifenden Umbau durch Georg Nuhn im Jahre 1929 und nachfolgenden Veränderungen erfolgte im Jahr 2007 eine Restaurierung auf den Zustand 1929 durch die Werkstätte Vleugels in Hardheim.